# Die Viper
Die Viper (Originaltitel: Roma a mano armata) ist ein 1975 veröffentlichter Poliziottesco mit Maurizio Merli und Tomás Milián in den Hauptrollen von dem Regisseur Umberto Lenzi. Der Film gilt als einer der wichtigsten Filme des Genres.

## Handlung
Das Verbrechen nimmt in Rom überhand. Die französische Mafia aus Marseille hat das illegale Glücksspielgeschäft fest in ihrer Hand. Der Gangster Ferrender leitet das Syndikat. Doch der Polizei sind die Hände gebunden. Die Vorgesetzten unterstützen die Polizeiarbeit nicht, die Medien berichten nur über die Fehler und die Gesetze bevorzugen einseitig die Kriminellen. Kaum ist ein Verbrecher gefasst, finden findige Anwälte einen Trick und die Verbrecher kommen wieder auf freien Fuß.
Commissario Ferro und seine Kollegen haben genug davon, sie wollen die Gangster finden und unschädlich machen. Um Vincenzo Moretto, den Buckeligen, zu inhaftieren verstecken sie Rauschgift in seinem Porsche Targa. Moretto wird wegen Besitz von Kokain festgenommen. Beim Verhör rastet Ferro aus und schlägt Moretto zusammen. Moretto schneidet sich auf der Toilette die Pulsadern auf und lässt sich ins Krankenhaus bringen. Die Vorfälle veranlassen Oberstaatsanwalt Ruini dazu Ferro in den Innendienst zu versetzen. Moretto will Ferro eine Lektion erteilen und lässt Anna, die Freundin von Ferro entführen. Anna wird in ein Fahrzeug eingesperrt und mit dem Fahrzeug in eine Schrottpresse geworfen. Anna überlebt den Vorfall traumatisiert. In ihrer Hand findet Ferro eine Patrone. Diese Patrone hatten die Gangster als Warnung an Ferro hinterlassen. Ferro macht sich auf und findet Moretto bei seiner Schwester. Ferro zwingt Moretto die Patrone runterzuschlucken.
In der Zwischenzeit hat eine Gruppe von Jugendlichen aus gutem Hause eine Frau vergewaltigt. Der Mann der Frau kann fliehen und dem zufällig vorbeifahrenden Ferro Bescheid geben. Ferro kann die Jugendlichen stellen. Als diese versuchen Ferro zu überfahren erschießt dieser notgedrungen den Anführer der Gruppe. Bei der Aufarbeitung des Falles im Polizeipräsidium wird Ferro von Caputo entlastet. Ferro übt seinerseits massive Kritik an der Polizeiführung. Die staatlichen Institutionen hätten kein Interesse gezielt gegen das Verbrechen vorzugehen. Die Vorwürfe streitet Ruini ab. Ruini würde am liebsten der Öffentlichkeit die Entlassung Ferros aus dem Polizeidienst verkünden. Er kann ihn aber mangels Beweise nicht aus dem Polizeidienst entfernen.
Eine Bekannte bittet Ferro ihre Tochter Martha zu suchen. Diese ist in der Gewalt von dem Dealer Tony Parenzo. Als Parenzo davon erfährt, dass Ferro ihn sucht tötet er Martha durch einen goldenen Schuss. Nachdem Parenzo gefasst wurde, wird er von Moretto durch einen Kopfschuss getötet.
Caputo findet in der Zwischenzeit eine verstümmelte Leiche. Diese hat verbrannte Hände. Dies wird als ein Zeichen der Mafia gewertet. Nur Betrügern beim Glücksspiel würden die Hände zusätzlich verbrannt werden.
Ruini bereitet die Entlassung von Ferro aus dem Polizeidienst vor. Doch nach einem Banküberfall bitten Caputo und Ruini Ferro einzugreifen. Ferro gelingt es mit Scharfschützen die Bank zu stürmen und die Verbrecher zu eliminieren. Moretto gelingt die Flucht in einem Krankenwagen.
Caputo und Ferro untersuchen die Lagerhallen von Gerace. Hierbei stoßen sie auf Moretto und seine Bande. Caputo will bei der Festnahme Moretto sofort umbringen. Ferro hindert ihn daran. Just in diesem Moment gelingt es Moretto sich einer Waffe zu bemächtigen und Caputo zu erschießen. Nach einer Schießerei gelingt es Ferro Moretto umzubringen. Es stellt sich heraus, dass Moretto seinen Konkurrenten Ferrender getötet und verstümmelt hat.

## Wissenswertes
- Die Verfolgungsjagd in Rom wurde im EUR Viertel gedreht.
- Die Figur des buckeligen Gangsters Moretto ist eine Anspielung auf den Widerstandskämpfer Giuseppe Albano.
- Tomás Milián war ein Anhänger linker Ideen und soll bei einer Prügelszene auf den rechtsgerichteten Merli mehrfach absichtlich eingeschlagen haben.
- Aufgrund des großen Erfolges des Films wurden von verschiedenen Regisseuren Filme mit ähnlichen Titeln gedreht.
- Eine Fortsetzung fand der Film in "Die Kröte".

## Kritik
- "Der Film ist sorgfältig und spannend inszeniert."[1]
- Das Lexikon des internationalen Films befand: „Ruppiger Kriminalfilm des einschlägig vorbelasteten" Genre-Regisseurs Umberto Lenzi..“[2]